# Christophe Bataillon
Christophe Bataillon est un illustrateur et auteur de bande dessinée français né le 12 octobre 1979 à Paris. Ses travaux s'adressent principalement à la jeunesse.

## Biographie
Christophe Bataillon a étudié à l'École européenne supérieure de l'image d'Angoulême, et crée avec des étudiants les éditions Angoulm. Il a exercé le métier de puériculteur et participé à une troupe de théâtre amateur. 
Il collabore à plusieurs revues pour la presse jeunesse (Tchô, Le journal de Mickey, J'aime lire, etc.), et différents collectifs de bandes dessinées (Terriens, Chococreed,…). Il réalise des jeux dans Spirou depuis 2006. Il vit et travaille à Paris, où il partage l'atelier L'Atel Yeah avec plusieurs autres illustrateurs. 
Son premier album, Nos cousins les dinosaures, un récit muet, reçoit des critiques positives. Bataillon participe à des ateliers scolaires. 

## Publications
- Intempéries, éd. Angoulm, 2005
- The loser lover, éd. Angoulm, 2005
- 1, 2, 3, soleil : La Terre se réchauffe (illustration), avec Florence Thinard (texte), Gallimard Jeunesse, coll. « Giboulées », 2010  (ISBN 9782070634972). Texte illustré.
- Nos cousins les dinosaures, P'tit Glénat, 2010  (ISBN 9782723476591).
- Le Goûter (scénario), avec Tanda (dessin), Café Creed, coll. « Minus » no 1, 2014  (ISBN 9782844930606). Bande dessinée.
- Cherche la famille Bataillon, Amaterra, 2014  (ISBN 9782368560617). Livre-jeu.
- Le Trésor de l'Île du dragon, Amaterra, 2015  (ISBN 9782368560907). Livre-jeu.
- Un rond deux points, Gallimard Jeunesse, coll. « Giboulées », 2017  (ISBN 9782075076982). Manuel de dessin pour enfants en bande dessinée.
- Raconte-moi ton dessin, Gallimard jeunesse-Giboulées, 2018  (ISBN 9782075101059). Manuel de dessin pour enfants.

Collectif
- Ginkgo, éd. Café Creed, 2008.

## Presse
Parmi ses contributions, les titres de presse :
- Le Journal de Mickey - Picsou magazine - Spirou - J’aime Lire - Images Doc - Guitarist mag

Parmi ses contributions, les revues :
- Warburger, Strip Core Forum Ljubljana, 2003.
- Au fil du Nil, n° 11, 12, et 14 (revue de l’Ecole Supérieure de l’Image), 2003/2005.
- Les Bataillonades, 4 numéros, éd. Angoulm, 2004.
- Morvel Popo, éd Angoulm, 2006.
- Terriens, éd. mécanique générale, 2006.
- Morvel acné, éd Angoulm, 2007.
- Choco Creed (revue collective ), n°3 à 6, éd. Café Creed, 2004/2007.

## Prix et distinctions
Sa bande dessinée jeunesse, Un rond de deux points, le petit manuel qui t'apprend à dessiner remporte le 15e prix Bull'Gomme 53 en 2018 lors des 11es Rencontres BD à Changé.